# Hỏa Sơn Lữ
Quẻ Hỏa Sơn Lữ, đồ hình::||:| còn gọi là quẻ Lữ (旅 lu3), là quẻ thứ 56 trong Kinh Dịch.
- Nội quái là ☶ (::| 艮 gen4) Cấn hay Núi (山).
- Ngoại quái là ☲ (|:| 離 li2) Ly hay Hỏa (火).

Giải nghĩa: Khách dã. Thứ yếu. Đỗ nhờ, khách, ở đậu, tạm trú, kê vào, gá vào, ký ngụ bên ngoài, tính cách lang thang, ít người thân, không chính. Ỷ nhân tác giá chi tượng: nhờ người mai mối.